# Močioci (Federacja Bośni i Hercegowiny)
Močioci – wieś w Bośni i Hercegowinie, w Federacji Bośni i Hercegowiny, w kantonie sarajewskim, w gminie Stari Grad. W 2013 roku liczyła 5 mieszkańców, z czego większość stanowili Serbowie.